# Hortensio Fucil
Hortensio Fucil Herrera (* 8. Februar 1939; † 1. Mai 2018) war ein venezolanischer Leichtathlet, der 1964 mit der 4-mal-100-Meter-Staffel im Olympischen Endlauf stand.
1962 bei den Mittelamerika- und Karibikspielen trat Fucil im 400-Meter-Lauf an und gewann Silber hinter dem Jamaikaner George Kerr. Bei den Olympischen Spielen 1964 in Tokio schied Fucil über 400 Meter bereits im Vorlauf aus. Mit der Sprintstaffel in der Besetzung Arquímedes Herrera, Lloyd Murad, Rafael Romero und Hortensio Fucil erreichte er das Finale und lief in 39,54 Sekunden auf Platz 6.
Bei einer Körpergröße von 1,78 m betrug sein Wettkampfgewicht 76 kg.